# Grande Prêmio do México de 1988
Resultados do Grande Prêmio do México de Fórmula 1 realizado na Cidade do México em 29 de maio de 1988. Quarta etapa do campeonato, foi vencido pelo francês Alain Prost, que subiu ao pódio junto a Ayrton Senna numa dobradinha da McLaren-Honda, com Gerhard Berger em terceiro pela Ferrari.

## Resumo

### Corrida no primeiro semestre
Realizado pela primeira vez em 1962 como uma prova extracampeonato, o Grande Prêmio do México integrou-se à Fórmula 1 no ano seguinte nela permanecendo até 1970 quando uma série de questões relativas à segurança determinaram a exclusão da etapa mexicana, reintegrada ao calendário em 1986. Desde então as doze edições da corrida foram realizadas entre outubro e novembro, contudo a edição de 1988 foi transferida para maio de forma a coincidir com Canadá e Detroit, provas a serem realizadas também na América do Norte.

### McLaren domina os treinos
Recordista de vitórias na Fórmula 1, com 30, Alain Prost chegou ao México exalando confiançaː "Acredito que tenho boas chances de vencer não só o Grande Prêmio do México, mas todas as demais provas desta temporada". Considerando os números da tabela de classificação, os recordes e os dois títulos mundiais que detém, o líder do campeonato não está apenas alimentando o próprio ego, sobretudo por causa de uma declaração inopinada de Ayrton Senna em relação às características da reformada pista mexicana. "É muito fácil ultrapassar aqui, principalmente no retão, que é enorme. Se você larga em segundo lugar e tem um carro tão bom quanto o que largou em primeiro, não há muitos problemas para ultrapassá-lo". Considerando o equipamento excelso ao dispor da McLaren, não é exagero afirmar que o brasileiro previu o futuro, contudo resta saber se esta frase enaltecerá mais uma de suas vitórias no campeonato de 1988 ou servirá como "justificativa plausível" para mais um triunfo de Alain Prost, aplainando o caminho do francês rumo ao tricampeonato. Nos embates intrínsecos da competição, contudo, Senna trabalha em sentido inverso, pois na sexta-feira ele marcou o melhor tempo do treino, deixando Prost em segundo com Gerhard Berger e Michele Alboreto vindo a seguir enquanto a Lotus de Nelson Piquet cravou a quinta marca adiante da Benetton de Alessandro Nanini.
Mesmo em posições tão excelsas, os brasileiros expressaram seus queixumesː Ayrton Senna reclamou da abertura intempestiva de sua válvula "pop-off", erro que fazia sua McLaren perder potência, enquanto Nelson Piquet reprovou a nova suspensão da Lotus e, ao contrário de seu compatriota, criticou o recapeamento asfáltico feito pela organização e seus efeitos colateraisː sujeira, detritos e ondulações. Quando o treino acabou, uma forte chuva caiu sobre o Autódromo Hermanos Rodríguez, adicionando mais um ingrediente a ser considerado numa disputa sob o ar rarefeito da Cidade do México.
Ninguém foi capaz de derrubar os tempos marcados pela McLaren na sexta-feira e assim Ayrton Senna assegurou a pole position com Alain Prost ao seu lado. Numa disputa entre Ferrari e Lotus, Gerhard Berger assegurou o terceiro posto enquanto Nelson Piquet subiu para o quarto lugar no treino de sábado tendo atrás de si seus respectivos companheiros de equipe, Michele Alboreto e Satoru Nakajima. Como o ar rarefeito legado pela grande altitude da Cidade do México (situada 2.250 metros acima do nível do mar) é prejudicial aos motores aspirados, a Arrows de Eddie Cheever conquistou o sétimo tempo graças ao seu motor BMW M12 (rebatizado como Megatron) deixando em oitavo lugar a Benetton de Alessandro Nannini, o melhor dentre os bólidos com propulsores aspirados. Fato negativo do dia foi o acidente sofrido por Philippe Alliot, o qual perdeu o controle de sua Lola na reta ao subir numa zebra, atingir a mureta de proteção e capotar três vezes espalhando destroços na pista, mas felizmente ele saiu andando do carro. Outro que safou-se ileso foi o britânico Julian Bailey, que não se classificou para a prova ao bater sua Tyrrell de frente contra o muro. Este fato, somado ao mau desempenho de Jonathan Palmer, levou o time de Ken Tyrrell a não se classificar para uma corrida pela primeira vez na história.

### Prost almeja o tricampeonato
O percurso da corrida foi reduzido em uma volta devido a um procedimento extra de largada causado pela Benetton de Alessandro Nanini, cujo motor falhou antes do sinal verde e com isso Ayrton Senna sofreu um grande baque no momento da partida. "Quando engatei a segunda marcha, a válvula limitadora de pressão abriu. Engatei a terceira e a quarta e a válvula continuou abrindo. Até achar a pressão correta, o Prost já estava longe, Piquet tinha passado e o Berger quase passou também", disse Ayrton Senna ao final da corrida ao explicar seu mau desempenho no instante da largada. Embora tenha ultrapassado Nelson Piquet nos metros iniciais da corrida, o piloto da McLaren não pôde alcançar Alain Prost devido ao equipamento similar em poder de ambos. Nas duas primeiras voltas um fato curioso chamou a atenção de quem assistia ao Grande Prêmio do Méxicoː cinco equipes ocupavam as primeiras posições, com a McLaren adiante da Lotus e esta colocada à frente de Ferrari, Arrows e Benetton num grid simétrico. Nesse instante, Prost mantinha o carro de Senna a dois segundos de distância enquanto Gerhard Berger superou Satoru Nakajima e Nelson Piquet entre as voltas três e nove.
Com pista livre, Alain Prost estabeleceu sucessivamente o melhor tempo da corrida enquanto Ayrton Senna sofria com bolhas nos pneus, combinação que aos poucos elevou a diferença em prol do francês. Após vinte e cinco voltas, um aperto de Berger sobre Senna forçou este último a pelo menos tentar diminuir a vantagem de Prost, a qual oscilou entre cinco e oito segundos devido aos retardatários. Preocupado também com o consumo de combustível, o brasileiro diminui o ritmo embora o austríaco da Ferrari estivesse a dois segundos de distância na volta trinta e dois e não revelasse preocupações com Nelson Piquet, a essa altura um reles coadjuvante na prova. As pretensões de Berger, entretanto, caíram por terra quando o boxe o orientou a diminuir sua toada por temer uma pane seca. Outra desventura recorrente foi a quebra de motor, anátema que recaiu sobre as Williams de Riccardo Patrese e Nigel Mansell e a Lotus de Satoru Nakajima (então o sexto colocado), dentre outros competidores.
Somente Alain Prost, Ayrton Senna e Gerhard Berger estavam na mesma volta e destes o francês da McLaren marcou cinco vezes o melhor tempo a contar da volta quarenta e dois, firmando a quinquagésima segunda como a mais rápida da prova com 1:18.608, novo recorde do circuito. Quanto aos demais pilotos, tivemos como destaque a quebra do motor da Lotus de Nelson Piquet na volta cinquenta e oito quando este era acossado por Michele Alboreto na disputa pelo quarto lugar, pois a contar deste momento a modorra imperou e nisso Alain Prost venceu a corrida sete segundos adiante de Ayrton Senna e este finalizou cinquenta segundos Gerhard Berger, sendo este o pódio da etapa mexicana, com Michele Alboreto em quarto, Derek Warwick em quarto e Eddie Cheever em sexto lugar, ou seja, o resultado final trouxe dois carros da McLaren, dois da Ferrari e dois da Arrows na zona de pontuação, cabendo uma menção honrosa aos carros da Benetton pilotados por Alessandro Nanini (sétimo lugar) e Thierry Boutsen (oitavo lugar) os melhores entre os usuários de motores aspirados.
Graças aos resultados colhidos no México, a liderança do mundial de pilotos continuava nas mãos de Alain Prost com 33 pontos, soma equivalente aos resultados de Gerhard Berger com 18 pontos e Ayrton Senna com 15 pontos e entre os construtores a McLaren era a melhor equipe com 48 pontos ante os 27 da Ferrari, com os demais times somando menos de dez pontos cada. Tomando por base os 92% de aproveitamento exibidos por Alain Prost na tabela, o mesmo credencia-se como favorito ao tricampeonato enquanto Ayrton Senna age como um "leão de treino"ː imbatível aos sábados e mediano aos domingos.

## Classificação da prova

### Pré-classificação
| Pos. | Nº | Piloto            | Construtor    | Tempo    | Dif.    |
| ---- | -- | ----------------- | ------------- | -------- | ------- |
| 1    | 22 | Andrea de Cesaris | Rial-Ford     | 1:24.720 | —       |
| 2    | 36 | Alex Caffi        | Dallara-Ford  | 1:27.331 | + 2.611 |
| 3    | 32 | Oscar Larrauri    | EuroBrun-Ford | 1:27.523 | + 2.803 |
| 4    | 31 | Gabriele Tarquini | Coloni-Ford   | 1:28.498 | + 3.778 |
| EXC  | 33 | Stefano Modena    | EuroBrun-Ford | 1:31.473 | + 6.753 |

### Treinos oficiais
| Pos.   | Nº | Piloto             | Equipe          | Q1       | Q2       | Diferença |
| ------ | -- | ------------------ | --------------- | -------- | -------- | --------- |
| 1      | 12 | Ayrton Senna       | McLaren-Honda   | 1:17.468 | 1:17.666 | —         |
| 2      | 11 | Alain Prost        | McLaren-Honda   | 1:18.097 | 1:18.301 | + 0.629   |
| 3      | 28 | Gerhard Berger     | Ferrari         | 1:19.725 | 1:18.120 | + 0.652   |
| 4      | 1  | Nelson Piquet      | Lotus-Honda     | 1:20.380 | 1:18.946 | + 1.478   |
| 5      | 27 | Michele Alboreto   | Ferrari         | 1:20.328 | 1:19.626 | + 2.158   |
| 6      | 2  | Satoru Nakajima    | Lotus-Honda     | 1:21.694 | 1:20.275 | + 2.807   |
| 7      | 18 | Eddie Cheever      | Arrows-Megatron | 1:21.691 | 1:20.475 | + 3.007   |
| 8      | 19 | Alessandro Nannini | Benetton-Ford   | 1:20.740 | 1:21.403 | + 3.272   |
| 9      | 17 | Derek Warwick      | Arrows-Megatron | 1:20.775 | 1:21.403 | + 3.307   |
| 10     | 16 | Ivan Capelli       | March-Judd      | 1:22.335 | 1:21.952 | + 4.484   |
| 11     | 20 | Thierry Boutsen    | Benetton-Ford   | 1:22.164 | 1:22.029 | + 4.561   |
| 12     | 22 | Andrea de Cesaris  | Rial-Ford       | 1:22.864 | 1:22.245 | + 4.777   |
| 13     | 30 | Philippe Alliot    | Lola-Ford       | 1:22.348 | 1:22.557 | + 4.880   |
| 14     | 5  | Nigel Mansell      | Williams-Judd   | 1:23.246 | 1:22.363 | + 4.895   |
| 15     | 10 | Bernd Schneider    | Zakspeed        | 1:24.335 | 1:22.642 | + 5.174   |
| 16     | 15 | Maurício Gugelmin  | March-Judd      | 1:22.801 | 5:30.133 | + 5.333   |
| 17     | 6  | Riccardo Patrese   | Williams-Judd   | 1:24.142 | 1:22.972 | + 5.511   |
| 18     | 9  | Piercarlo Ghinzani | Zakspeed        | 1:25.375 | 1:23.078 | + 5.610   |
| 19     | 14 | Philippe Streiff   | AGS-Ford        | 1:23.191 | 1:23.750 | + 5.723   |
| 20     | 25 | René Arnoux        | Ligier-Judd     | 1:24.315 | 1:23.287 | + 5.819   |
| 21     | 31 | Gabriele Tarquini  | Coloni-Ford     | 1:24.662 | 1:23.603 | + 6.135   |
| 22     | 29 | Yannick Dalmas     | Lola-Ford       | 1:24.279 | 1:23.606 | + 6.138   |
| 23     | 36 | Alex Caffi         | Dallara-Ford    | 1:25.564 | 1:23.716 | + 6.248   |
| 24     | 26 | Stefan Johansson   | Ligier-Judd     | 1:25.277 | 1:23.721 | + 6.253   |
| 25     | 24 | Luis Pérez-Sala    | Minardi-Ford    | 1:23.911 | 1:23.857 | + 6.389   |
| 26     | 32 | Oscar Larrauri     | EuroBrun-Ford   | 1:23.405 | 1:24.032 | + 6.564   |
| DNQ    | 3  | Jonathan Palmer    | Tyrrell-Ford    | 1:24.390 | 1:24.849 | + 6.922   |
| DNQ    | 21 | Nicola Larini      | Osella          | 1:24.405 | 1:24.408 | + 6.937   |
| DNQ    | 4  | Julian Bailey      | Tyrrell-Ford    | 1:25.525 | 1:25.231 | + 7.763   |
| DNQ    | 23 | Adrián Campos      | Minardi-Ford    | 1:26.696 | 1:26.058 | + 8.590   |
| Fonte: |    |                    |                 |          |          |           |

### Corrida
| Pos.   | Nº | Piloto             | Construtor      | Voltas | Tempo/Diferença     | Grid | Pontos |
| ------ | -- | ------------------ | --------------- | ------ | ------------------- | ---- | ------ |
| 1      | 11 | Alain Prost        | McLaren-Honda   | 67     | 1:30:15.737         | 2    | 9      |
| 2      | 12 | Ayrton Senna       | McLaren-Honda   | 67     | + 7.104             | 1    | 6      |
| 3      | 28 | Gerhard Berger     | Ferrari         | 67     | + 57.314            | 3    | 4      |
| 4      | 27 | Michele Alboreto   | Ferrari         | 66     | + 1 volta           | 5    | 3      |
| 5      | 17 | Derek Warwick      | Arrows-Megatron | 66     | + 1 volta           | 9    | 2      |
| 6      | 18 | Eddie Cheever      | Arrows-Megatron | 66     | + 1 volta           | 7    | 1      |
| 7      | 19 | Alessandro Nannini | Benetton-Ford   | 65     | + 2 voltas          | 8    |        |
| 8      | 20 | Thierry Boutsen    | Benetton-Ford   | 64     | + 3 voltas          | 11   |        |
| 9      | 29 | Yannick Dalmas     | Lola-Ford       | 64     | + 3 voltas          | 22   |        |
| 10     | 26 | Stefan Johansson   | Ligier-Judd     | 63     | + 4 voltas          | 24   |        |
| 11     | 24 | Luis Pérez-Sala    | Minardi-Ford    | 63     | + 4 voltas          | 25   |        |
| 12     | 14 | Philippe Streiff   | AGS-Ford        | 63     | + 4 voltas          | 19   |        |
| 13     | 32 | Oscar Larrauri     | EuroBrun-Ford   | 63     | + 4 voltas          | 26   |        |
| 14     | 31 | Gabriele Tarquini  | Coloni-Ford     | 62     | + 5 voltas          | 21   |        |
| 15     | 9  | Piercarlo Ghinzani | Zakspeed        | 61     | + 6 voltas          | 18   |        |
| 16     | 16 | Ivan Capelli       | March-Judd      | 61     | + 6 voltas          | 10   |        |
| Ret    | 1  | Nelson Piquet      | Lotus-Honda     | 58     | Motor               | 4    |        |
| Ret    | 22 | Andrea de Cesaris  | Rial-Ford       | 52     | Câmbio              | 12   |        |
| Ret    | 2  | Satoru Nakajima    | Lotus-Honda     | 27     | Motor               | 6    |        |
| Ret    | 5  | Nigel Mansell      | Williams-Judd   | 20     | Motor               | 14   |        |
| Ret    | 10 | Bernd Schneider    | Zakspeed        | 16     | Motor               | 15   |        |
| Ret    | 6  | Riccardo Patrese   | Williams-Judd   | 16     | Motor               | 17   |        |
| Ret    | 25 | René Arnoux        | Ligier-Judd     | 13     | Acidente            | 20   |        |
| Ret    | 36 | Alex Caffi         | Dallara-Ford    | 13     | Freios              | 23   |        |
| Ret    | 15 | Maurício Gugelmin  | March-Judd      | 10     | Pane elétrica       | 16   |        |
| Ret    | 30 | Philippe Alliot    | Lola-Ford       | 0      | Suspensão           | 13   |        |
| DNQ    | 23 | Adrián Campos      | Minardi-Ford    |        |                     |      |        |
| DNQ    | 3  | Jonathan Palmer    | Tyrrell-Ford    |        |                     |      |        |
| DNQ    | 21 | Nicola Larini      | Osella          |        |                     |      |        |
| DNQ    | 4  | Julian Bailey      | Tyrrell-Ford    |        |                     |      |        |
| EXC    | 33 | Stefano Modena     | EuroBrun-Ford   |        | Asa traseira ilegal |      | [ 10 ] |
| Fonte: |    |                    |                 |        |                     |      |        |

## Tabela do campeonato após a corrida
| Pos     | Piloto           | Pontos |
| ------- | ---------------- | ------ |
| 1       | Alain Prost      | 33     |
| 2       | Gerhard Berger   | 18     |
| 3       | Ayrton Senna     | 15     |
| 4       | Michele Alboreto | 9      |
| 5       | Nelson Piquet    | 8      |
| Fontes: |                  |        |

| Pos     | Construtor      | Pontos |
| ------- | --------------- | ------ |
| 1       | McLaren-Honda   | 48     |
| 2       | Ferrari         | 27     |
| 3       | Lotus-Honda     | 9      |
| 4       | Arrows-Megatron | 9      |
| 5       | Benetton-Ford   | 4      |
| Fontes: |                 |        |

- Nota: Somente as primeiras cinco posições estão listadas. Entre 1981 e 1990 cada piloto podia computar onze resultados válidos por temporada não havendo descartes no mundial de construtores.